# Kaukasischer Owtscharka
Der  Kaukasische Owtscharka (russisch кавказская овчарка – kawkasskaja owtscharka: Kaukasischer Schäferhund) ist eine von der FCI anerkannte Hunderasse aus der ehemaligen UdSSR, deren Rassestandard von Russland betreut wird (Patronat) (FCI-Gruppe 2, Sektion 2.2, Standard Nr. 328).

## Herkunft und Geschichtliches
Nachweislich existieren Hunde vom Typ des Kaukasischen Owtscharkas seit mehr als 600 Jahren. Nach Schätzungen gibt es sie weitaus länger. Der Kaukasische Owtscharka findet seine Verbreitung überwiegend in der vom Kaukasus getrennten Landenge zwischen dem Schwarzen und dem Kaspischen Meer. Die Region reicht noch bis an die Grenzen des Iran und der Türkei.

## Beschreibung
Der Kaukasische Owtscharka ist ein sehr widerstandsfähiger, robuster Hund, der problemlos im Freien leben kann, wenn er eine wind- und wettergeschützte Unterkunft hat. Er ist weder für eine Zwingerhaltung noch eine ausschließliche Wohnungshaltung geeignet. Optimal für ihn ist freier Auslauf in einem eingezäunten Grundstück, das er, seiner ursprünglichen Aufgabe entsprechend, bewachen darf. Da er das Bewachen von Familie und Grundstück sehr ernst nimmt, ist eine sichere Einzäunung eine Grundvoraussetzung für die Haltung eines Hundes dieser Rasse.
Der Kaukasische Owtscharka erreicht eine Schulterhöhe von mindestens 64 cm bei Hündinnen und 68 cm bei Rüden. Sein Haar ist schlicht, grob mit stark entwickeltem hellerem Unterhaar. Es ist unterschiedlich grau oder hat verschiedene, meist helle bis rostfarbene Töne, auch rostfarbig, strohgelb, weiß, erdfarben, gestreift, aber auch gescheckt und getüpfelt.
Es werden 3 Fellvarianten unterschieden.
1. Langhaarig mit verlängertem Deckhaar: Das lange Haar bildet am Hals eine Art Mähne, gut entwickelte „Hosen“ an den Hinterläufen, dort stark „befedert“.  Durch das lange Haar sieht die Rute sehr buschig und dick aus.
2. Kurzhaarig – mit dichtem, verhältnismäßig kurzem Haar, ohne Mähne, ohne „Befederung“.
3. Eine Übergangs-Varietät – verlängertes Haar, aber ohne Mähne, keine „Befederung“

## Wesen
Der Kaukasische Owtscharka ist ein furchtloser und zuverlässiger Wachhund. Er zeigt ein genetisch verankertes Wach- und Schutzverhalten, das sich jedoch erst mit zunehmendem Alter herausbildet, da er ein Spätentwickler ist. Fremden gegenüber ist er zurückhaltend, misstrauisch und abweisend. In der Familie ist er – bei artgerechter Haltung und Erziehung – ausgeglichen, anhänglich, kinderlieb und sensibel, aber trotzdem nicht unterwürfig.
Die Erziehung muss mit viel Geduld erfolgen, denn Hunde dieser Rasse können manchmal sehr dickköpfig sein, aber gleichzeitig mit Konsequenz und absoluter Autorität – aber ohne Gewalt. Es ist sehr wichtig, einen Kaukasischen Owtscharka bereits im Welpen- und Junghundalter gut zu sozialisieren, ihm einen sicheren Platz in der Familie zuzuweisen und sich zeigende Aggressionen zu unterbinden.

## Verwendung
Der Kaukasische Owtscharka ist ein Herdenschutzhund.
Seine ursprüngliche Aufgabe im Süd- und Nordkaukasus war, die Herden vor Raubtieren wie Wölfen und menschlichen Dieben zu beschützen und als Wachhund im Hause und auf dem Hof.
Heutzutage ist er auch ein geschätzter Familienhund, der aber viel Platz im Haus und außerhalb benötigt, um seinen Wachhundeigenschaften und seinem Revierbewusstsein nachkommen zu können.
Es ist schwierig, mit solch einer eher vom Menschen unabhängigen und selbstständigen Rasse gute Resultate im Hundesport zu erlangen, da er seinem Hundeführer nicht unbedingt gefallen möchte.
Eine Schutzhundausbildung ist überflüssig und gefährlich, da er sich dann zu einem unkontrollierbaren Hund entwickeln kann, was angesichts seiner Stärke und Größe gefährlich wäre. Ein Schutzverhalten ist tief in der Rasse verankert und braucht daher nicht gefördert zu werden. Eine Begleithundausbildung ist dagegen empfehlenswert.

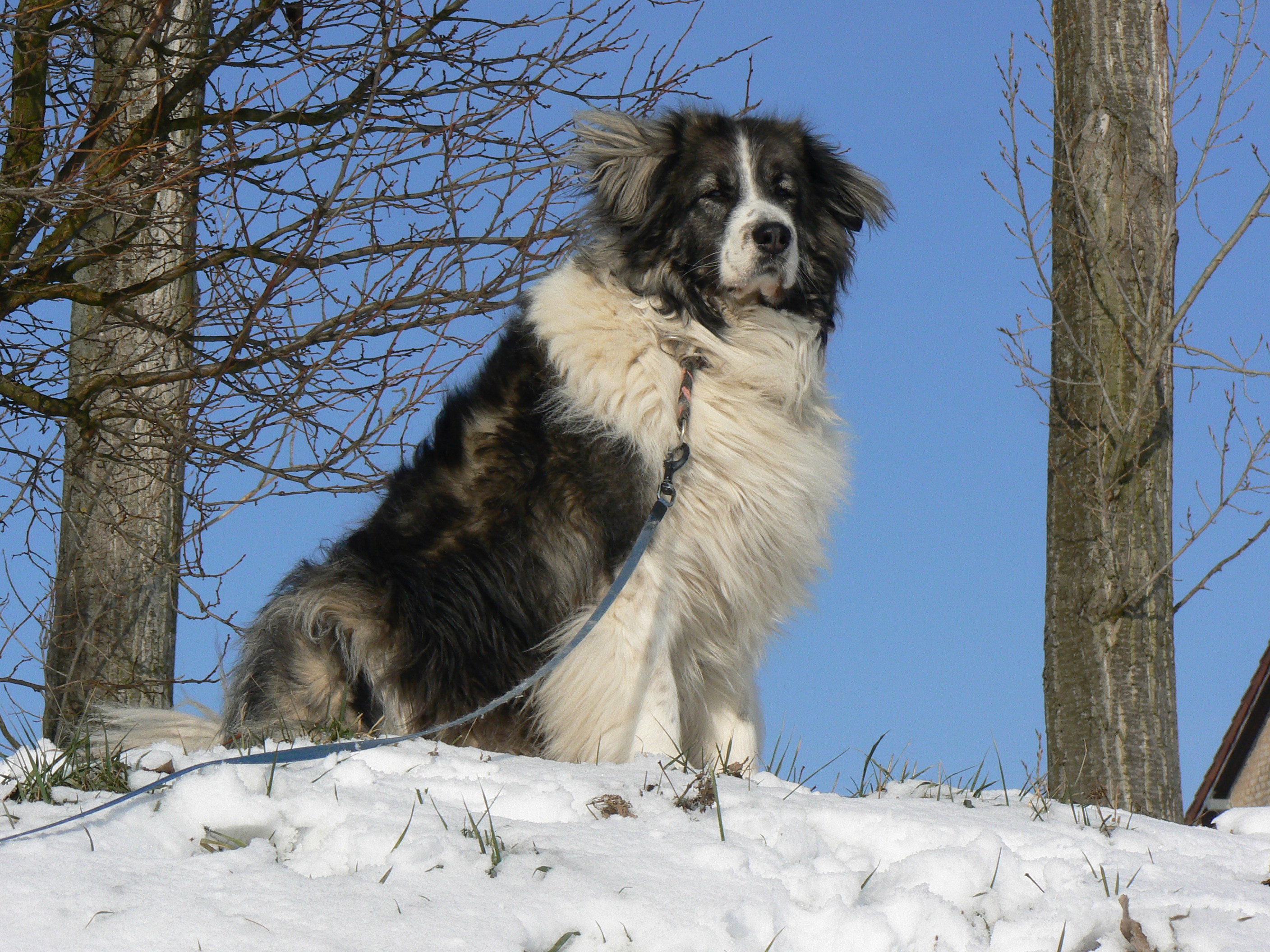
Ein kaukasischer Owtscharka

## Rechtslage
In den Bundesländern Hamburg und Hessen werden der Kaukasische Owtscharka und dessen Kreuzungen mit anderen Rassen als vermutlich gefährliche Hunde eingestuft (Rasseliste). In Hamburg gilt dies jedoch nur, solange nicht durch einen Wesenstest Gegenteiliges nachgewiesen wird.
Der Kaukasische Owtscharka steht im Schweizer Kanton Tessin auf der Rasseliste der potentiell gefährlichen Hunderassen, die Haltung ist dort bewilligungspflichtig.
In Dänemark (außer Färöer und Grönland) sind Besitz, Zucht und Einfuhr des Kaukasischen Owtscharka durch das Hundegesetz (Lov om Hunde, Fassung von 2010) verboten.